# Línea SE748 (EMT Madrid)
El Servicio Especial (S.E.) codificado como SE748 de la EMT de Madrid unía las estaciones de Cartagena y Avenida de América durante las obras de renovación de la línea 7 de Metro de Madrid entre el 3 y el 18 de diciembre de 2022.

## Características
Esta línea cubrió parte del recorrido de la línea 7 de metro, cerrada por obras entre las estaciones de Gregorio Marañón y Cartagena.
Era gratuita para los usuarios, pues se trataba de un servicio especial consensuado entre ambos operadores de transporte.

### Frecuencias
| De lunes a viernes laborables |          |
| de 6:00 a 7:00                | 6-8 min  |
| de 7:00 a 24:00               | 5-6 min  |
| de 24:00 a fin                | 6-10 min |
| Sábados, domingos y festivos  |          |
| de 6:00 a 8:00                | 6-9 min  |
| de 8:00 a 23:00               | 6 min    |
| de 23:00 a fin                | 6-10 min |

## Recorrido y paradas

### Sentido Avenida de América
| Estación sustituida | Código | Parada                               | Común con  | Conexiones con Metro | Otros |
| ------------------- | ------ | ------------------------------------ | ---------- | -------------------- | ----- |
| Cartagena           | 1282   | Cartagena                            | N4 N202    | Cartagena            |       |
| Avenida de América  | 1280   | Intercambiador de Avenida de América | 72 N4 N202 | Avenida de América   |       |

### Sentido Cartagena
| Estación sustituida | Código | Parada                               | Común con  | Conexiones con Metro | Otros |
| ------------------- | ------ | ------------------------------------ | ---------- | -------------------- | ----- |
| Avenida de América  | 5788   | Intercambiador de Avenida de América | 72 N4 N202 | Avenida de América   |       |
| Cartagena           | 5291   | Cartagena                            |            | Cartagena            |       |